# Schiller (cráter)

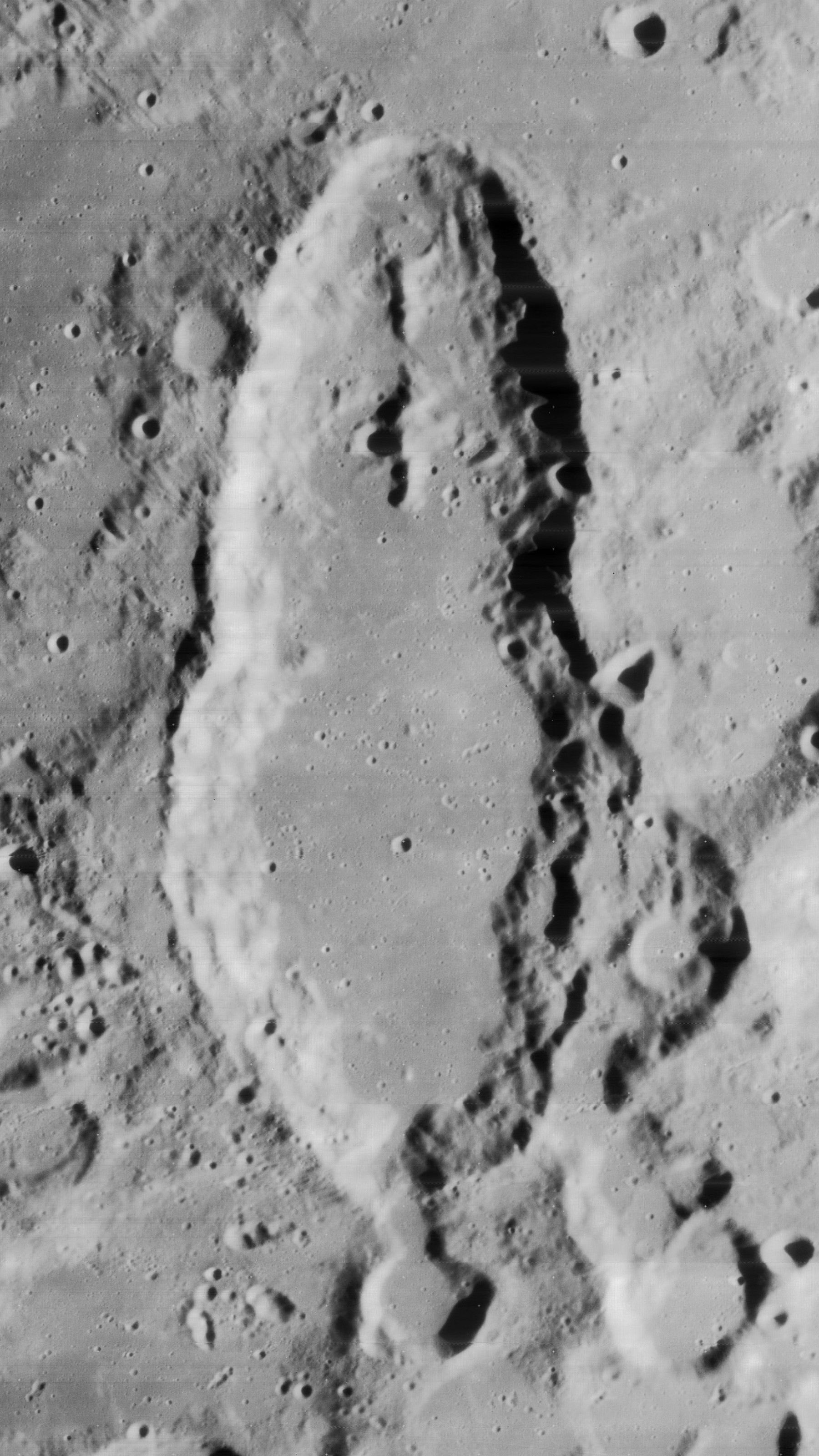
Fotografía de la misión Lunar Orbiter 4 (1967)

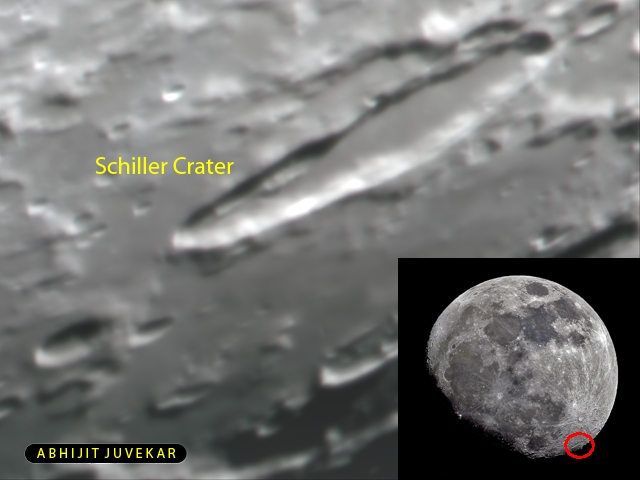
Schiller sobre el globo lunar

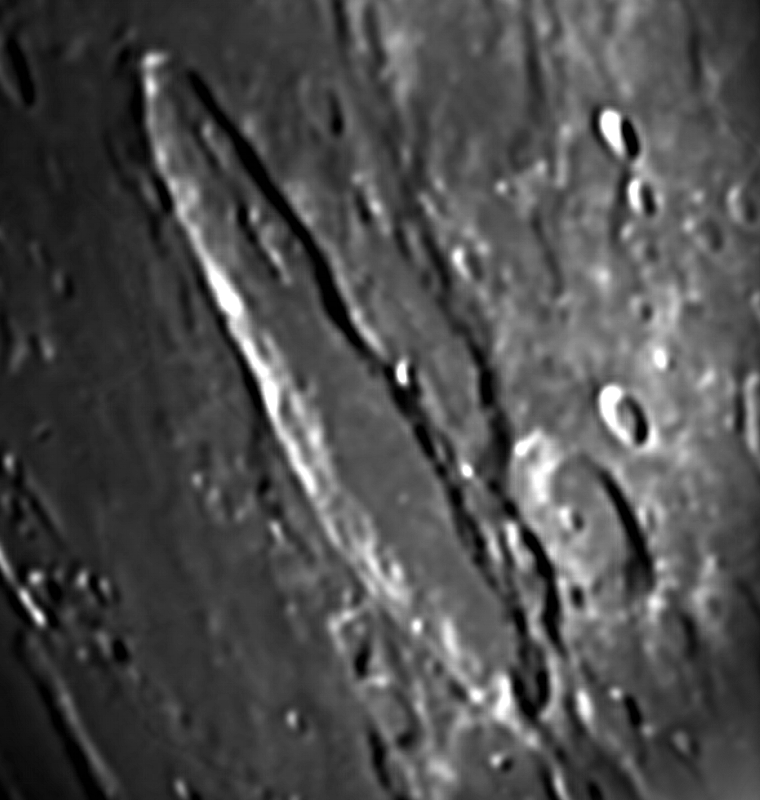
Vista desde la Tierra

Schiller es un cráter de impacto de extraña forma elongada localizado en el sector suroeste de la Luna. Al este se halla el cráter Bayer, al sureste aparece Rost y al oeste-noroeste Nöggerath. Su nombre procede del astrónomo y abogado alemán del siglo XVII Julius Schiller.
|  |

El cráter tiene una longitud de casi 180 km y una anchura de sólo 70 km, con paredes de una altitud de 4000 m. Es el único cráter de la Luna con la forma tan alargada, que se amplifica por su proximidad al limbo lunar. El eje más largo se encuentra en una línea que va de noroeste a sureste, con el perímetro más amplio situado en la mitad sureste. Presenta una ligera curva en la elongación, con el lado cóncavo mirando hacia el noreste.
El borde del cráter está bien definido, con una pared interior aterrazada y un exterior con ligeras rampas. En el extremo sureste, un cráter más pequeño está conectado con Schiller mediante un valle ancho. La mayor parte del suelo del cráter es plano, probablemente debido a las inundaciones de lava. Presenta algunas zonas brillantes, que son más claramente visibles bajo un ángulo de Sol alto. Una cresta doble se encuentra en el centro del sector noroeste del suelo del cráter, con una configuración casi lineal que divide la plataforma interior por la mitad. En el suelo hay numerosos cráteres de pequeño tamaño, el más grande de los cuales tiene 6.1 km de diámetro y recibe la denominación de Schiller T.
El origen de este peculiar cráter es incierto, y existen diversas teorías al respecto. Su formación podría deberse a la fusión de al menos dos cráteres, aunque también es posible que se deba al efecto de un impacto meteorítico rasante.
Al suroeste de Schiller se encuentra la Cuenca Schiller-Zucchius, un impacto del Período Pre-Nectárico (estructura de impacto con múltiples anillos).

## Cráteres satélite
Los cráteres satélite son pequeños cráteres situados próximos al cráter principal, recibiendo el mismo nombre que el cráter acompañado de una letra mayúscula complementaria (incluso si la formación de estos cráteres es independiente de la formación del cráter principal).
|          | \| Schiller \| Coordenadas \| Diámetro \| \| -------- \| -------------------------------- \| -------- \| \| A \| 47°11′S 37°39′O / -47.18, -37.65 \| 10.9 km \| \| B \| 48°52′S 39°09′O / -48.87, -39.15 \| 17.2 km \| \| C \| 55°22′S 49°19′O / -55.37, -49.31 \| 45.04 km \| \| D \| 55°05′S 49°22′O / -55.08, -49.36 \| 9.4 km \| \| E \| 54°35′S 48°48′O / -54.59, -48.8 \| 7.93 km \| \| F \| 50°40′S 42°59′O / -50.66, -42.99 \| 12.74 km \| \| G \| 51°14′S 38°18′O / -51.24, -38.3 \| 8.72 km \| \| H \| 50°36′S 37°44′O / -50.6, -37.74 \| 72.44 km \| \| J \| 49°38′S 36°41′O / -49.64, -36.69 \| 9.16 km \| \| K \| 46°42′S 38°46′O / -46.7, -38.77 \| 10.25 km \| \| L \| 47°07′S 40°14′O / -47.12, -40.23 \| 10.25 km \| \| M \| 48°13′S 41°16′O / -48.22, -41.26 \| 8.76 km \| \| N \| 53°38′S 41°59′O / -53.63, -41.98 \| 6.24 km \| \| P \| 53°35′S 43°40′O / -53.58, -43.66 \| 6.03 km \| \| R \| 52°15′S 45°52′O / -52.25, -45.87 \| 7.87 km \| \| S \| 54°57′S 40°25′O / -54.95, -40.42 \| 21.22 km \| \| T \| 50°46′S 41°17′O / -50.77, -41.29 \| 6.1 km \| \| W \| 54°28′S 40°58′O / -54.47, -40.97 \| 15.57 km \| |          |
| Schiller | Coordenadas | Diámetro |
| A        | 47°11′S 37°39′O / -47.18, -37.65 | 10.9 km  |
| B        | 48°52′S 39°09′O / -48.87, -39.15 | 17.2 km  |
| C        | 55°22′S 49°19′O / -55.37, -49.31 | 45.04 km |
| D        | 55°05′S 49°22′O / -55.08, -49.36 | 9.4 km   |
| E        | 54°35′S 48°48′O / -54.59, -48.8 | 7.93 km  |
| F        | 50°40′S 42°59′O / -50.66, -42.99 | 12.74 km |
| G        | 51°14′S 38°18′O / -51.24, -38.3 | 8.72 km  |
| H        | 50°36′S 37°44′O / -50.6, -37.74 | 72.44 km |
| J        | 49°38′S 36°41′O / -49.64, -36.69 | 9.16 km  |
| K        | 46°42′S 38°46′O / -46.7, -38.77 | 10.25 km |
| L        | 47°07′S 40°14′O / -47.12, -40.23 | 10.25 km |
| M        | 48°13′S 41°16′O / -48.22, -41.26 | 8.76 km  |
| N        | 53°38′S 41°59′O / -53.63, -41.98 | 6.24 km  |
| P        | 53°35′S 43°40′O / -53.58, -43.66 | 6.03 km  |
| R        | 52°15′S 45°52′O / -52.25, -45.87 | 7.87 km  |
| S        | 54°57′S 40°25′O / -54.95, -40.42 | 21.22 km |
| T        | 50°46′S 41°17′O / -50.77, -41.29 | 6.1 km   |
| W        | 54°28′S 40°58′O / -54.47, -40.97 | 15.57 km |